# Tallari
Finsk professionell folkmusikgrupp verksam inom Folkkulturhuset i Kaustby sedan 1986. Gruppen har en bred repertoar som omfattar många olika typer av finsk folkmusik, bl.a. fornfinsk musik och sång samt egna kompositioner.  Tallari är också verksam inom folkmusikundervisningen vid olika skolor och folkmusikorganisationer.  

## Medlemmar
Till gruppen hör följande musiker:
- Antti Hosioja, dragspel, kontrabas
- Risto Hotakainen, violin, mandolin, stråkharpa, nyckelharpa
- Anita Lehtola-Tollin, sång
- Ritva Talvitie, violin, stråkharpa, 2-radigt dragspel, sång
- Timo Valo, harmonium

## Diskografi
Album
- Harjumäen Kalliolla (1988)
- Komiammasti (1996)
- Virtaa (1999)
- 15 years Finnish folk (2002)
- Mieron tammat (2002)
- Runolaulutanssit (2003)